# Motocyklowe Grand Prix Katalonii 2011
Motocyklowe Grand Prix Katalonii 2011 – piąta eliminacja Motocyklowych Mistrzostw Świata, rozegrana w terminie 3–5 czerwca 2011 na torze Circuit de Catalunya w Barcelonie.

## Opis weekendu Grand Prix

### Wyniki MotoGP[2]
| Legenda oznaczeń w tabelach wyników Wyświetl szablon na nowej stronie | Legenda oznaczeń w tabelach wyników Wyświetl szablon na nowej stronie                                                                     |
| Oznaczenie                                                            | Wyjaśnienie |
| --------------------------------------------------------------------- | --- |
| Złoty                                                                 | Zwycięzca lub mistrzostwo |
| Srebrny                                                               | 2. miejsce lub wicemistrzostwo |
| Brązowy                                                               | 3. miejsce lub II wicemistrzostwo |
| Zielony                                                               | Ukończył, punktował (w klasyfikacji generalnej, gdy zdobył co najmniej jeden punkt na przestrzeni sezonu, poza trzema powyższymi opcjami) |
| Niebieski                                                             | Ukończył, nie punktował (w klasyfikacji generalnej, gdy nie zdobył co najmniej jednego punktu na przestrzeni sezonu)                      |
| Czerwony                                                              | Nie zakwalifikował się (NZ) |
| Czerwony                                                              | Nie prekwalifikował się (NPK) |
| Różowy                                                                | Nie ukończył (NU) |
| Różowy                                                                | Niesklasyfikowany (NS) (w klasyfikacji generalnej, gdy nie został sklasyfikowany w żadnym wyścigu sezonu)                                 |
| Czarny                                                                | Zdyskwalifikowany (DK) |
| Czarny                                                                | Wykluczony (WYK/EX) |
| Biały                                                                 | Nie wystartował (NW) |
| Biały                                                                 | Kontuzjowany (K/INJ) |
| Biały                                                                 | Wyścig odwołany (OD/C) |
| Bez koloru                                                            | Został wycofany (WYC/WD) |
| Bez koloru                                                            | Nie przybył (NP/DNA) |
| Bez koloru                                                            | Nie brał udziału w treningach (NT/DNP) |
| Bez koloru                                                            | Nie został zgłoszony (–) |
| Pogrubienie                                                           | Start z pole position |
| Kursywa                                                               | Najszybsze okrążenie wyścigu |
| †                                                                     | Nie ukończył, ale jego rezultat został zaliczony ze względu na przejechanie więcej niż 90% dystansu wyścigu.                              |
| *                                                                     | Sezon w trakcie |
| 1/2/3                                                                 | Punktowana pozycja w sprincie kwalifikacyjnym                                                                                             |
| Lista systemów punktacji Formuły 1                                    | |

#### Wyścig[3]
| Pozycja | Nr | Motocyklista     | Motocykl | Okr. | Czas / Strata | Start | Punkty |
| ------- | -- | ---------------- | -------- | ---- | ------------- | ----- | ------ |
| 1       | 27 | Casey Stoner     | Honda    | 25   | 43:19,779     | 2     | 25     |
| 2       | 1  | Jorge Lorenzo    | Yamaha   | 25   | +2,403        | 3     | 20     |
| 3       | 11 | Ben Spies        | Yamaha   | 25   | +4,291        | 4     | 16     |
| 4       | 4  | Andrea Dovizioso | Honda    | 25   | +5,255        | 5     | 13     |
| 5       | 46 | Valentino Rossi  | Ducati   | 25   | +7,371        | 7     | 11     |
| 6       | 58 | Marco Simoncelli | Honda    | 25   | +11,831       | 1     | 10     |
| 7       | 35 | Cal Crutchlow    | Yamaha   | 25   | +26,483       | 6     | 9      |
| 8       | 69 | Nicky Hayden     | Ducati   | 25   | +33,243       | 8     | 8      |
| 9       | 65 | Loris Capirossi  | Ducati   | 25   | +43,092       | 13    | 7      |
| 10      | 17 | Karel Abraham    | Ducati   | 25   | +43,113       | 15    | 6      |
| 11      | 8  | Héctor Barberá   | Ducati   | 25   | +44,224       | 10    | 5      |
| 12      | 19 | Álvaro Bautista  | Suzuki   | 25   | +45,239       | 9     | 4      |
| 13      | 24 | Toni Elías       | Honda    | 25   | +58,268       | 14    | 3      |
| NS      | 14 | Randy de Puniet  | Ducati   | 3    | kolizja       | 12    |        |
| NS      | 7  | Hiroshi Aoyama   | Honda    | 3    | kolizja       | 11    |        |
| DNS     | 5  | Colin Edwards    | Yamaha   |      | wycofał się   |       |        |

#### Najszybsze okrążenie[4]
| Nr | Motocyklista | Konstruktor | Czas     |
| -- | ------------ | ----------- | -------- |
| 27 | Casey Stoner | Honda       | 1:43,084 |

### Wyniki Moto2[5]

#### Najszybsze okrążenie[7]
| Nr | Motocyklista  | Konstruktor | Czas     |
| -- | ------------- | ----------- | -------- |
| 38 | Bradley Smith | Tech 3      | 1:52,621 |

### Wyniki 125 cm³[8]

#### Najszybsze okrążenie[10]
| Nr | Motocyklista | Konstruktor | Czas     |
| -- | ------------ | ----------- | -------- |
| 5  | Johann Zarco | Derbi       | 1:52,621 |